# Puntate de La sposa
Le tre puntate della miniserie televisiva La sposa vennero trasmesse in prima visione assoluta da Rai 1 nel 2022.
| nº | Titolo    | Prima TV        |
| -- | --------- | --------------- |
| 1  | Puntata 1 | 16 gennaio 2022 |
| 2  | Puntata 2 | 23 gennaio 2022 |
| 3  | Puntata 3 | 30 gennaio 2022 |

## Puntata 1
- Diretto da: Giacomo Campiotti
- Scritto da: Valia Santella, Eleonora Cimpanelli & Antonio Manca

### Trama
Calabria, anni sessanta: Maria Saggese è una giovane donna che vive in un paesino insieme alla madre oltre che con la sorella Luisa e il fratello Giuseppe, entrambi più giovani di lei. La loro è una famiglia povera, la loro affittuaria Carmela si lamenta con Maria dato che sono in ritardo con il pagamento dell'affitto, non è disposta a concederle altro tempo, dal momento che lo ha già fatto altre volte. Carmela fa tenere presente a Maria che con la morte del padre ora è lei che deve provvedere alla sua famiglia e le propone di cedere Luisa in sposa a Vittorio Bassi, un uomo venuto dal Veneto in cerca di una moglie giovane. Vittorio possiede un'azienda agricola in Veneto, è un'attività famigliare, lui vuole una moglie che possa avere dei figli, ma che sia anche in grado di lavorare ai campi.
Maria mette in chiaro che Luisa non sposerà Vittorio dato che lei progetta di sposare il proprio fidanzato Rocco, ma considerando che Vittorio è disposto a concedere un vitalizio in cambio di una moglie, Maria accetta di sposarlo lei stessa, anche perché si vanta di essere una lavoratrice migliore. Anche se Maria è sulla trentina, non si è mai sposata, dato che il suo cuore appartiene ancora ad Antonio Lo Bianco, il suo primo amore, aveva lasciato la Calabria per trasferirsi in Belgio in cerca di fortuna, le aveva promesso che al suo ritorno l'avrebbe sposata ma è da tanto che non si fa vivo. Maria gli telefona, ma a rispondere è una voce femminile, Maria capisce così che Antonio frequenta ormai altre donne.
La madre di Maria non è contenta che la figlia si sposi per interesse, lei sperava che sposasse un uomo che potesse amare, ma Maria ritiene una buona opportunità poter contare sul denaro della famiglia Bassi dato che così Giuseppe potrà continuare a studiare e prendere il diploma. In chiesa si celebra una doppia cerimonia nuziale, infatti oltre a Luisa e Rocco, anche Maria e Vittorio si sposeranno, solo per scoprire che quello di Maria è un matrimonio per procura: non è Vittorio l'uomo che deve sposare ma suo nipote Italo, quest'ultimo non è presente e dunque Vittorio presenzia alla cerimonia in rappresentanza di Italo. Maria adesso si sente ancora più a disagio dal momento che è sposata con un uomo che non ha ancora incontrato.
Vittorio parte per il Veneto con Maria, portandola nel casale dove vive la famiglia Bassi, in un paesino nelle vicinanze di Vicenza. Italo era completamente ignaro che Vittorio gli avesse combinato un matrimonio per procura, di fatto Italo è ancora sposato con sua moglie Giorgia, la quale da tempo è scomparsa. Italo si rivolge al prete della loro comunità che però gli spiega che il matrimonio per procura è legalmente valido. Il prete mette in guardia Maria, le rivela che Italo perse entrambi i genitori, da allora è Vittorio che si prende cura di lui, ma da quando Giorgia è scomparsa Italo si è trasformato in un uomo rabbioso.
Maria inizia a lavorare con Vittorio, sia nei campi che nell'allevamento degli animali, oltre che nel mercato ortofrutticolo. Maria conosce Paolino, è il figlio di Italo e Giorgia, da quando la madre è scomparsa si è isolato, praticamente vive nella stalla, Vittorio e Italo non si curano molto di lui. Maria incontra Nunzia, è una sua compaesana, pure lei è venuta a vivere in Veneto lasciando la Calabria, lei e il marito gestiscono un bar, hanno anche dei figli, ma il loro è un matrimonio infelice, il marito di Nunzia ha forti pregiudizi nei confronti dei meridionali, anche nei riguardi della stessa moglie. Maria fa amicizia con Carla, una giovane donna che lavora per i sindacati e per la parità di diritti.
Maria si affeziona velocemente a Paolino, lo convince lentamente a tornare a vivere in casa, gli sistema anche la camera da letto. È da tempo che il piccolo ha abbandonato la scuola, Maria capisce che è molto intelligente, e convince la preside della scuola a fargli sostenere un esame di riammissione con la promessa che studierà sodo. Italo inizia lentamente ad apprezzare la presenza di Maria specialmente perché lei ha una buona influenza su Paolino.
Nunzia spiega a Maria che girano delle brutte voci su Italo: sembra che lui abbia ucciso Giorgia perché lei lo aveva tradito con un altro uomo. Italo va al bar di Nunzia e si mette a fare a pugni con gli avventori che lo picchiano brutalmente, dopo che lo avevano pesantemente provocato, Nunzia aveva cercato di fermarli al contrario del marito che non è intervenuto.
Luisa aspetta un bambino da Rocco, e questo spinge Vittorio ad arrabbiarsi dal momento che Maria e Italo non sono riusciti ad avere ancora dei figli, anche perché non dormono nemmeno nella stessa camera da letto, e Italo non è interessato ad adempiere ai suoi doveri coniugali. Tuttavia Italo per proteggere Maria dalla rabbia di Vittorio gli fa credere che lui e Maria abbiano consumato il matrimonio, ma Vittorio scopre che è tutta una messa in scena quando porta Maria del medico il quale ha accertato che Maria è ancora vergine.
Si scatena un'alluvione, Paolino cade nel fiume nel tentativo di riportare al casale i maiali che erano scappati, Maria lo porta in salvo ma rischia di farsi trascinare via dalla corrente, fortunatamente Italo riesce a salvarla. Paolino abbraccia Maria, mentre Italo per un momento le accarezza dolcemente il viso.
Il giorno dopo mentre Maria e Italo lavorano, per un momento i due si guardano sorridendo, mettendo in evidenza che si stanno innamorando. In quel momento arrivano i compaesani che danno a Italo una terribile notizia: con l'alluvione è riemerso il corpo di Giorgia, infatti è morta. Maria e Italo vanno sul posto e quest'ultimo, disperato, conferma che si tratta della moglie.
- Altri interpreti: Francesco Del Gaudio (Rocco), Emanuele Vezzoli (ginecologo), Giovanni Ludeno (prete)
- Ascolti: telespettatori 5 983 000 – share 26,80%[1].

## Puntata 2
- Diretto da: Giacomo Campiotti
- Scritto da: Valia Santella, Eleonora Cimpanelli & Antonio Manca

### Trama
L'autopsia ha confermato che Giorgia era morta per emorragia interna dovuta a un aborto spontaneo. Italo decide di togliersi la vita con un fucile, ma Maria riesce a impedirglielo, i due si baciano e finiscono col fare l'amore. Al funerale di Giorgia si presenta un uomo di nome Giulio, il quale accusa i Bassi di avergli portato via Giorgia, il prete allontana Giulio per evitare che scoppi una lite in chiesa. Paolino chiede al padre chi è Giulio, dal momento che quest'ultimo aveva avvicinato Paolino quando era al bar di Nunzia, anche perché pure Giorgia lo aveva menzionato più volte. Italo spiega al figlio che Giulio è il fratello di Giorgia, a quel punto Paolino rivela al padre che Giorgia voleva incontrare suo fratello, infatti è morta mentre stava andando a trovarlo. Italo si scusa con Paolino dato che, immerso nel proprio dolore, ha trascurato i suoi doveri di padre, ma da ora gli promette che sarà un genitore migliore.
Maria va a trovare Giulio nella fabbrica dove lavora, provando a convincerlo a riconciliarsi con Italo. Quest'ultimo è sorpreso dalla visita di Giulio, il quale gli spiega che l'astio contro i Bassi è dovuto al fatto che Vittorio aveva sottratto le terre della famiglia di Giulio. Italo ha un violento litigio con Vittorio, dato che Giorgia era infelice per via della lontananza di Giulio, arrabbiato per aver perso le terre che erano della sua famiglia. Vittorio spiega a Italo non aveva altra scelta, Giulio aveva il vizio del gioco, avrebbe sperperato ogni guadagno derivato da quelle terre, è per questo che convinse la madre di Giulio a cederle a lui.
Sebbene Vittorio si opponesse al fatto che Paolino tornasse a scuola, viene poi convinto da Maria ad aiutarlo a prepararsi per l'esame di riammissione. La famiglia Bassi installa nel casale una linea telefonica, e Maria telefona a Carmela che le passa Luisa, quest'ultima le dà una brutta notizia: Giuseppe sta molto male, ha contratto la tifo. Maria decide di tornare in Calabria per stare vicina a Giuseppe, e sebbene Vittorio non fosse d'accordo, Italo le dà il permesso di partire. Italo gentilmente accompagna Maria alla stazione della corriera, e benché fosse nell'intenzione di Maria tornare in Veneto una volta che Giuseppe sarà guarito, Italo le chiede di restare in Calabria, le promette che continuerà ad aiutare economicamente la famiglia Saggese, ma ritiene giusto che Maria possa sposare un uomo che possa amarla. Maria lascia il Veneto ferita, dando per scontato che Italo non ricambia il suo amore.
Una volta arrivata in Calabria, incontra Antonio, è ritornato dal Belgio, ora è un uomo di successo, ha fatto trasferire Giuseppe in una clinica a sue spese, e ora il ragazzo si sente molto meglio. Antonio ha fondato una sua impresa edile, è evidente che è ancora infatuato di Maria, ha chiuso i contatti con lei perché non se la sentiva di mantenere in piedi una relazione a distanza, ma ora sembra volerla riconquistare, sebbene Maria continua a pensare solo a Italo. Antonio porta Giuseppe e Maria in uno sfarzoso complesso residenziale che lui ha fatto costruire e che a breve inaugurerà, con cinquanta alloggi, due piscine e un nightclub. Maria scopre che Giuseppe ha iniziato di recente a lavorare insieme ad Antonio, vuole diventare un uomo d'affari di successo come lui, tuttavia Maria non è contenta di questa sua decisione, lei vorrebbe che Giuseppe prendesse il diploma. Antonio promette a Maria che farà studiare Giuseppe da privatista, inoltre gli regala la medaglietta di Sant'Antonio, per tradizione i padri la regalano ai figli, ma dato che il loro è morto è Antonio che decide di regalarne una a Giuseppe, identica a quella che possiede Antonio.
Antonio riaccompagna Maria e Giuseppe a casa, proprio lì c'è Italo, il quale è venuto in Calabria per riportare Maria in Veneto. Antonio gli stringe educatamente la mano ma è ovvio che non sopporta la sua presenza, Maria sorride timidamente quando Italo per la prima volta si presenta come suo marito. Italo e Maria tornano in Veneto in auto, ma prima trascorrono la notte a fare l'amore in una camera d'albergo. Paolino riabbraccia Maria che finalmente al casale si sente a casa sua, lei e Italo adesso dormono nella stessa camera da letto. Paolino supera a pieni voti l'esame e ora può tornare a studiare a scuola, con grande felicità di Maria, Italo e Vittorio.
Adesso i Bassi sono una famiglia felice, inoltre Maria confessa a Carla di aspettare un bambino, anche Carla le rivela che è incinta, aspetta un figlio dal suo compagno Bruno. Una sera, mentre Italo, Carla, Bruno e Maria vanno a divertirsi in un locale notturno, quest'ultima annuncia la sua gravidanza, Italo è felicissimo all'idea di avere un altro figlio. Maria va allo studio medico scoprendo che Carla è lì per abortire, Bruno non se la sente di avere un figlio per ora, essendo totalmente concentrato nella sua lotta per i sindacati dei lavoratori. Maria di prima mattina si gode un momento di serenità tra i campi, viene raggiunta da Italo che le rivela che sta prendendo in considerazione l'idea di trasformare la loro impresa agricola in una cooperativa, in questo modo potrebbero ottimizzare i guadagni, anche perché il casale ha bisogno di alcune ristrutturazioni.
Inaspettatamente Antonio con la sua automobile sportiva, va a trovare Maria al casale insieme a Giuseppe, la famiglia Bassi li invita a cena, sebbene Antonio cerchi di nasconderlo, è a disagio in un ambiente così modesto. Antonio e Giuseppe spiegano a Maria che si sono appena trasferiti a Vicenza per affari. Maria non nasconde ad Antonio che è preoccupata per Giuseppe, infatti Antonio è troppo arrogante e superficiale, la paura di Maria è quella che Giuseppe lo prenda a modello, temendo che possa prendere delle cattive scelte. Antonio con sfrontatezza afferma che Italo non è il marito giusto per Maria che a suo dire merita più di quanto Italo possa offrirle, addirittura cerca di convincerla a lasciarlo per tornare con lui, infatti Antonio oltre ai soldi e al prestigio sociale vuole anche avere Maria al suo fianco. Quest'ultima, infastidita dall'insolenza di Antonio, mette ben in chiaro che ama la sua vita con Italo, lei ha capito che Antonio crede in valori diversi dai suoi, e che dunque non sarebbe mai capace di comprendere per quale motivo la vita semplice che conduce con Italo la rende tanto felice.
Mentre Vittorio è in compagnia di Maria, le racconta che tutti i terreni nel territorio in passato erano solo delle paludi, ma col duro lavoro lui e gli altri agricoltori hanno reso le terre coltivabili, è per questo che Vittorio le ama così tanto, ammette che non è sicuro che Italo sia all'altezza di raccogliere la sua eredità, ma al contrario crede ciecamente in Maria. Poco dopo Vittorio viene colto da un malore e viene ricoverato in ospedale.
- Ascolti: telespettatori 6 568 000 – share 28,70%[2].

## Puntata 3
- Diretto da: Giacomo Campiotti
- Scritto da: Valia Santella, Eleonora Cimpanelli & Antonio Manca

### Trama
Vittorio decide di lasciare l'ospedale benché Italo e Maria non fossero d'accordo. Vittorio porta la sua famiglia in una trattoria, desidera pranzare con loro allegramente, inaspettatamente arriva Giulio, è stato Vittorio a invitarlo, gli restituisce l'atto di proprietà delle terre della sua famiglia, in questi anni è riuscito a renderle redditizie. Giulio apprezza il suo gesto riconoscendo che Vittorio fece la cosa giusta a portargli via quelle terre a suo tempo dato che Giulio con il vizio del gioco si sarebbe rovinato. Vittorio rivela a Italo che di recente ha comprato una palude, con l'obiettivo di trarvi dei profitti. Vittorio si allontana per fumare la sua pipa, ma non prima di aver detto grazie a Maria, probabilmente riconoscendo tutto il bene che lei ha portato alla loro famiglia, poco dopo viene colto da un altro malore morendo serenamente.
Italo, al funerale di Vittorio, spende delle belle parole in sua memoria. Giuseppe e Antonio vanno al casale per porgere le loro condoglianze per la morte di Vittorio. Maria non è contenta quando scopre che Giuseppe, pur non essendo ancora maggiorenne, ha già la patente, questo perché Antonio gli ha procurato un documento falso. Quest'ultimo con modi apparentemente gentili vorrebbe aiutare la famiglia Bassi, di conseguenza Italo e Maria approfittano della sua disponibilità per chiedergli un parere sulla palude acquistata da Vittorio. Una volta arrivati alla proprietà devono constatare che è un terreno senza valore, non è possibile usarlo per la coltivazione e nemmeno per l'allevamento. Stranamente dal terreno fuoriescono delle fiamme, Italo afferma che sono gas generati dalla putrefazione degli animali. Antonio promette a Italo e Maria che assumerà un perito per scoprire se il terreno eventualmente ha valore.
Il perito informa Antonio che le fiamme che fuoriescono dal terreno sono generate dal metano, questo significa che all'insaputa di Italo e Maria la palude ha un valore inestimabile. Tuttavia quando Italo, Maria e Paolino vanno a trovare Giuseppe e Antonio nella cava che è di proprietà di quest'ultimo, Antonio mente spudoratamente affermando che la palude non ha valore, addirittura con l'intenzione di sembrare generoso, si offre di comprarla lui (il suo scopo è impadronirsi del metano comprando la palude a un prezzo minore rispetto a quanto realmente vale) e Italo pare voler accettare, sennonché Maria lo convince a non farlo. Antonio comunque offre un impiego a Italo nella sua cava, dei lavori di manovalanza, almeno così guadagnerà un po' di soldi, mentre Maria si occuperà dei raccolti da sola.
Antonio regala un orologio costoso a Maria, gesto che lei trova inappropriato. Una sera, quando Maria e Italo portano Paolino al luna park Maria vede Giuseppe insieme ad alcune persone dall'aria poco raccomandabile, si mette poi a litigare con suo fratello constatando che ormai è diventato troppo borioso, oltre al fatto che reputa ambiguo il modo in cui lui e Antonio lavorano insieme. Scopre inoltre che Giuseppe ha abbandonato già da tempo gli studi, quest'ultimo insulta la sorella affermando che avrebbe fatto meglio a preferire Antonio a Italo. 
Un giorno, mentre Paolino è nel campo insieme a Maria e ai braccianti agricoli, inizia a sentirsi male, il dottor Riccardo lo visita, il bambino sta bene ma sembra avere i sintomi dell'intossicazione alimentare, la cosa strana è che Paolino non ha mangiato nulla di insolito, infatti la colpa è del pesticida che hanno usato nel campo, quindi Maria decide di usare lo zolfo anche se ciò comporta più lavoro. Bruno si mette a rimproverare Maria davanti ai braccianti agricoli affermando che le altre attività agricole che usano lo stesso pesticida non hanno mai riscontrato problemi di salute tra i loro braccianti, aggiungendo che Maria diffondendo quelle che Bruno considera delle maldicenze potrebbe invogliare le altre imprese agricole a non voler più acquistare il pesticida la cui ditta che lo produce offre denaro e lavoro alla comunità. Bruno convince i braccianti che lavorano per Maria a trovare lavoro altrove dato che i Bassi da tempo sono in ritardo con i pagamenti dei salari. Maria litiga con Carla la quale prende le difese di Bruno, inoltre lei e il fidanzato a breve lasceranno il Veneto, infatti Carla e Bruno si trasferiscono a Roma.
Anche se Italo ha fatto un buon lavoro alla cava, distinguendosi per le sue buone capacità, rinuncia al suo impiego preferendo tornare a lavorare con Maria ai campi, benché Antonio gli avesse promesso più volte che lavorando con lui in città lo avrebbe aiutato a fare carriera oltre a un aumento dello stipendio. Antonio con arroganza, afferma che prima o poi Italo gli cederà la palude quando lui e Maria non riusciranno più a far fronte ai debiti. Intanto Maria convince le donne del sindacato ad aiutarla con i terreni, e a loro si aggiungono i braccianti che prima le avevano voltato le spalle, riconoscendo che aveva ragione lei, perché altri agricoltori si sono sentiti male per colpa del pesticida.
Nel cuore della notte, mentre Italo e Maria sono a letto a fare l'amore, Paolino esce di casa sentendo il cane abbaiare, infatti vede un uomo appiccare il fuoco nella stalla, il bambino cerca di salvare i maiali, ma finisce col rimanere circondato dal fuoco, Italo si getta tra le fiamme a salva il figlio, morendo però poco dopo. Maria piange al capezzale del corpo senza vita di Italo. Da allora è passato un po' di tempo, ormai Maria è in uno stato avanzato della sua gravidanza, non si è ancora ripresa dal lutto, Luisa e sua madre vanno a trovarla, ma lei pare non gradire molto la presenza della sua famiglia, dato che non sembrano interessati ad aiutarla quanto invece a convincerla a tornare con loro in Calabria, tuttavia Maria non intende abbandonare il casale che ormai ama tanto.
Antonio impone a Giuseppe di rimanere con Maria al casale per assisterla, però un giorno, tornato a casa di prima mattina dopo aver fatto notte di bagordi con i suoi amici, Giuseppe litiga con Maria e senza volerlo la spintona per terra. Maria inizia a sentirsi male, quindi Antonio la fa ricoverare in una clinica, mentre Nunzia dà ospitalità a Paolino. Giuseppe fa dei costosi regali a Maria, ma lei non li vuole, non accetta che Giuseppe continui ad approfittarsi a oltranza del denaro di Antonio. Maria sente la mancanza di Paolino, trova strano che il bambino non sia venuto nemmeno una volta a trovarla. Comunque Maria decide di tornare a vivere in Calabria, ritenendola la scelta giusta per Paolino e il bambino che sta per avere, però mette in chiaro con Antonio che gli venderà solo la palude, ma non il casale e gli altri terreni.
Quando Maria viene dimessa dall'ospedale Giuseppe, davanti alle insistenti domande della sorella, le spiega che la famiglia di Nunzia non voleva più prendersi cura di Paolino dopo che il piccolo aveva avuto una crisi epilettica, infatti è stato internato nell'Istituto Manambrini per "bambini problematici". Maria va all'istituto, un luogo austero, Paolino non le rivolge nemmeno la parola, non sembra in sé, Maria non ha l'autorità per portarlo via dato che Paolino non è suo figlio. Riccardo rivela a Maria che l'Istituto Manambrini gode di cattiva reputazione, somministrano farmaci ai bambini per renderli più mansueti. Riccardo e Maria vanno a trovare Paolino all'Istituto Manambrini per vedere come sta Paolino, effettivamente Riccardo può constatare che sta bene, il bambino a malapena rivolge la sua attenzione a Maria, come afferma Riccardo finge di ignorarla solo per punirla dato che non ha impedito che venisse portato all'istituto. Giuseppe confessa a Maria che è stato Antonio a internare Paolino all'Istituto Manambrini. Maria si riconcilia con Carla, ritornata in Veneto, infatti ha lasciato Bruno stufa della sua arroganza e delle sue infedeltà.
Maria, nella camera da letto di Paolino, trova la medaglietta di Sant'Antonio sporca di fuliggine, il bambino l'aveva trovata tra le macerie della stalla, è identica a quella che hanno Giuseppe e Antonio, adesso ha capito che ad appiccare il fuoco è stato uno di loro. Maria affronta suo fratello, tuttavia Giuseppe ha al collo la sua medaglietta, ciò vuol dire che quella trovata da Paolino appartiene ad Antonio. Giuseppe giura che Antonio è innocente affermando che la notte dell'incendio era con lui a Bonassola ma Maria capisce subito che sta mentendo. Maria litiga ferocemente con Antonio il quale nel suo delirio afferma che ha sempre voluto denaro e potere solo per poter costruire una famiglia con Maria, vuole da lei un figlio, quest'ultima però è disgustata da lui, Antonio prova solo indifferenza per Paolino, un figlio che non è nemmeno suo, mettendo in chiaro che non esiterà a usare i suoi contatti per impedire a Maria di tirarlo fuori dall'Istituto Manambrini se lei si azzarderà a denunciarlo. Maria davanti alle sue minacce lo spinge per terra.
Giuseppe rischia di morire per un'overdose, ma Maria e Riccardo riescono a salvarlo, quest'ultimo ha capito che Giuseppe fa uso di cocaina. Maria si pente di aver permesso ad Antonio di rovinarle la famiglia, Giuseppe si vergogna dei suoi comportamenti, all'inizio aveva fatto uso di cocaina per stare dietro ai ritmi lavorativi che Antonio gli imponeva ma adesso è diventata una dipendenza. Giuseppe ha deciso di chiudere i ponti con Antonio, ma prima vuole portare a termine un ultimo lavoro con lui, devono portare a Lugano dei soldi per conto di alcune persone losche che operano nel Sud Italia. Maria cerca di convincerlo a non farlo perché se non si allontana ora da Antonio diventerà un criminale come lui, ma Giuseppe decide comunque di accompagnarlo in Svizzera. Riccardo è preoccupato, ritenendo che un'altra overdose ucciderebbe Giuseppe, quindi Maria denuncia ai carabinieri sia Antonio che Giuseppe, quest'ultimo per possesso di droga mentre Antonio per riciclaggio di denaro e per la morte di Italo.
Maria ferma le ruspe che su ordine di Antonio stavano per distruggere il casale, ad aiutarla intervengono pure Carla, Giulio, Riccardo, Nunzia e gli abitanti del paese che ormai hanno imparato a stimarla, che tutti insieme formano una catena umana attorno alle ruspe. I carabinieri spiegano a Maria che la polizia svizzera che loro avevano avvisato, ha eseguito l'arresto di Giuseppe e Antonio, inoltre hanno scoperto che quest'ultimo, nel periodo in cui aveva vissuto in Belgio, era stato in prigione per cinque anni. La palude viene restituita a Maria la quale dopo aver saputo da una facoltosa azienda, che desidera acquistarla, del suo vero valore dovuto alla presenza di metano, rifiuta comunque la loro offerta benché volessero acquistarla per una cospicua somma di denaro. Maria convoca le braccianti agricole, e con loro anche Carla e Nunzia (quest'ultima ha finalmente lasciato l'odiato marito) e spiega che il motivo per cui non vuole vendere la palude è perché le tecniche di estrazione del metano sono troppo sperimentali, sicuramente danneggerebbero l'ambiente e porterebbero alla morte il bestiame, ciò che vuole è preservare le terre a cui Italo e Vittorio hanno dedicato anni di lavoro, quindi decide di realizzare l'ambizione di Italo e di creare con loro una cooperativa, le terre apparterranno a ciascuna di loro e si spartiranno equamente i guadagni. Proprio in quel momento Maria entra in travaglio, Carla e Nunzia la aiutano a partorire e Maria dà alla luce una bambina chiamandola Vittoria.
Al processo di Antonio e Giuseppe, quest'ultimo fa falsa testimonianza giurando che la sera dell'incendio Antonio era con lui, Paolino viene chiamato a deporre ma la sua testimonianza non sembra attendibile, ma quando Giuseppe vede Maria e Paolino abbracciarsi, ritratta la sua testimonianza, confermando così la colpevolezza di Antonio, il quale si arrabbia e cerca di scagliarsi contro di lui. Adesso Antonio finirà in galera, Maria è orgogliosa di Giuseppe, il quale però dovrà scontare una pena in carcere, tuttavia le promette che riprenderà a studiare.
L'assistente sociale affida a Maria la patria potestà di Paolino che finalmente lascia l'Istituto Manambrini, tornando al casale potendo vivere insieme a Maria e alla sua sorellina Vittoria. Infine Maria dà una festa al casale con i suoi amici e i compaesani.
- Ascolti: telespettatori 6 925 000 – share 31,80%[3].